# Gustav Hessing
Gustav Hessing (né le 20 janvier 1909 à Czernowitz, mort le 8 janvier 1981 à Vienne) est un peintre autrichien.

## Biographie
Hessing étudie à Vienne pendant l'entre-deux-guerres, faisant d'abord dans l'expressionnisme puis le surréalisme, le cubisme et l'abstraction. Pendant l'Anschluss, il lui est interdit de peindre.
Il est professeur de l'académie des beaux-arts de Vienne de 1967 à 1979.
Il fait l'objet d'une rétrospective à l'Österreichische Galerie Belvedere en 1979.

## Source de la traduction
- (de) Cet article est partiellement ou en totalité issu de l’article de Wikipédia en allemand intitulé « Gustav Hessing » (voir la liste des auteurs).